# El Mensajero
El Mensajero va ser un periòdic reusenc de distribució gratuïta que va sortir el 1887.
Publicat per una associació de comerciants, sortia mensualment amb una tirada de 5.000 exemplars (segons deia). Les subscripcions eren gratuïtes i s'enviava el periòdic a domicili. També es trobava a determinats establiments. Tenia un format gran foli una capçalera mixta amb el dibuix del campanar de Reus rodejat de llum, amb quatre pàgines, on el text variava entre dues i tres columnes. Tenia dues pàgines de temàtica literària i festiva formada per historietes i anècdotes, acudits i petits poemes, tot sense signar. Les dues pàgines de publicitat feien sempre referència a botigues reusenques.
La redacció i administració era al raval de santa Anna, número 6, on hi havia una papereria, i l'imprimia la Impremta de Pere Bofarull, al carrer de Padró (avui de Llovera), número 23.
Només es conserven els números 3 i 4, del 17 d'abril i el 16 de maig de 1887 a la Biblioteca Central Xavier Amorós de Reus.